# Waar zijn die engeltjes?
Waar zijn die engeltjes? is de enige single van het album Engeltjes van de meidengroep K3. De single kwam uit op 4 juli 2012. De single is de officiële titelsong van de film K3 Bengeltjes.

## Tracklist
1. "Waar zijn die engeltjes?" (3:29)
2. "Waar zijn die engeltjes?" (instrumentaal) (3:29)

## Hitnoteringen

### NederlandseSingle Top 100
| Positie: | 83 | 75 | 62 | 96 | uit |

### VlaamseUltratop 50
| Positie: | 21 | 16 | 26 | 26 | 39 | 39 | 44 | 50 | Uit |